# Вроцлавский, Бронислав
Бронислав Вроцлавский (пол. Bronisław Wrocławski), (род. 31 августа 1951, Лодзь) — польский актёр театра, кино, телевидения, педагог.

## Биография
Выпускник Высшей школы кинематографии, телевидения и театра в Лодзи (1973) .
Играл на сценах Лодзи: театра им. Стефана Ярача (1973—1974), затем Всеобщего театра (1974—1990).
В 1996—2002 г. — преподаватель, а с 2008 года — декан актёрского факультета Высшей Государственной школы кинематографа, телевидения и театра им. Леона Шиллера в Лодзи.

## Творчество

### Роли в кино
- 1984 — Ва-банк 2 — Эдек Штыц, мелкий жулик
- 1985 — Игра вслепую / Gra w ślepca
- 1985 — Исповедь сына века / Spowiedź dziecięcia wieku
- 1986 — Га, га. Слава героям / Ga, ga. Chwała bohaterom
- 1987 — Кингсайз  — Пыце, спецгном
- 1989 — Дворцовый бал в Колючках / Bal na dworcu w Koluszkach
- 1993 — Иноземный банк / Bank nie z tej ziemi (телесериал) — Генрик
- 1999 — Сто минут отпуска / Sto minut wakacji — руководитель редакции
- 2000 — Городок / Miasteczko (телесериал) — Игорь Тарнавский
- 2000 — Это мы / To my — бургомистр
- 2002 — Ведьмак (телесериал, 2002)  — Истредд
- 2003 — Дело на сегодня / Sprawa na dziś (телесериал) — Генрик Вышиковский, отец Анны
- 2003 — Л как любовь / M jak miłość (телесериал) —
- 2003 — Тело / Ciało — Мариан Тулея, Петр Вест
- 2004 — Пансионат под Розой / Pensjonat Pod Róza (телесериал) — Олаф
- 2004 — Криминальный / Kryminalni (телесериал) — Кухарский
- 2004 — Собачье сердце / Psie serce (телесериал) — Микаэль Канаф
- 2005 — Магда М. / Magda M. — Закжевский
- 2005 — Стоить любить / Warto kochac (телесериал) — Горошевич
- 2006 — Масштабность справедливости / Bezmiar sprawiedliwości — Коцкий
- 2006 — Дублёры / Dublerzy (телесериал и фильм) — дон Лучано Гамбини
- 2006 — Французский номер / Francuski numer — Куровский
- 2007 — Цвета счастья / Barwy szczęścia (телесериал) — Марчак
- 2008 — Безотказная система / Niezawodny system — доктор
- 2008 — Старик и пёс / Stary człowiek i pies
- 2008 — Волшебное дерево
- 2008 — Идеальный парень для моей девушки — Отец Леон
- 2008 — Небо, пекло…земля / Niebo, piekło… ziemia — Рудольф
- 2009 — Реверс / Rewers — директор Барский
- 2009 — Отец Матеуш / Ojciec Mateusz (телесериал) — Павел
- 2009 — Райский климат / Rajskie klimaty (телесериал) — Цезарий
- 2010 — Бельканто / Belcanto  — директор цирка
- 2010 — Отель 52 / Hotel 52 (телесериал) — Горский
- 2011 — Чудесное лето / Cudowne lato — Гадовский

## Награды
- Кавалер ордена Возрождения Польши (2013 год)
- Золотой Крест Заслуги (2003 год)[1]
- Серебряная медаль «За заслуги в культуре Gloria Artis» (2016 год)
- Бронзовая медаль «За заслуги в культуре Gloria Artis» (2006 год)[1]
- Медаль «Pro publico bono» им. Сабины Новицкой (2009 год)
- Почётный знак города Лодзи (1980 год)
- Знак «За заслуги для города Лодзи» (1997 год)